# Пуч, Антонин
А́нтонин Пуч (чеш. Antonín Puč; 16 мая 1907, Йинонице (ныне — часть Праги), Богемия, Австро-Венгрия — 18 апреля 1988, Прага, Чехословакия) — чехословацкий футболист, нападающий. Рекордсмен сборной Чехословакии по количеству забитых мячей.

## Карьера
Воспитанник клуба «Смихов», Антонин Пуч играл за «основу» этой команды уже в 16 лет. Стал профессионалом в 18 лет и провёл большую часть клубной карьеры в пражской «Славии», в её составе стал восьмикратным чемпионом Чехословакии. За «Славию» провёл в общей сложности 491 матч, забил 437 мячей.
За сборную команду Чехословакии выступал с 1926 года. На «серебряном» для чехословаков чемпионате мира-1934 провёл 5 матчей и забил 2 мяча, в том числе единственный ответный мяч в ворота сборной Италии в финальной игре. Принимал участие и в чемпионате мира-1938 (2 матча). Всего за сборную Чехословакии провёл 60 матчей, забил 34 мяча. Этот рекорд в эпоху существования единой Чехословакии так и не был побит, но в 2005 году нападающему сборной Чехии Яну Коллеру удалось превзойти это достижение.
12 ноября 1939 году провёл 1 матч за сборную протектората Богемии и Моравии. Это была товарищеская встреча со сборной Германии в Бреслау. Матч завершился со счётом 4:4, один мяч у гостей забил Пуч. С учётом этого матча, за национальные сборные сыграл 61 матч и забил 35 мячей.
В 40-х годах тренировал скромные пражские команды «Нусле» (вместе с Карелом Медуной) и «Чехие», игравшие тогда в высшей лиге.

## Достижения
- Серебряный призёр чемпионата мира: 1934
- Чемпион Чехословакии (8): 1925, 1928/29, 1929/30, 1930/31, 1932/33, 1933/34, 1934/35, 1936/37